# Robin van 't Haar
Robin van 't Haar (Dalfsen, 12 december 1974 – Amsterdam, 28 maart 2019) was een Nederlands kunstenaar.
Hij kreeg zijn opleiding aan de Academie Minerva (1994-1998) en Piet Zwart Instituut (1998-2000) onderdeel van de Hogeschool Rotterdam.
Hij is bekend vanwege een aantal kunstobjecten in de open ruimte in Rotterdam en Amsterdam. Hij haalde zijn inspiratie uit het gebruik daarvan van omwonenden en toeristen. Hijzelf omschreef ze als een verzameling Cityscripts (later Details); waarin hij er vanuit ging die  openbare ruimte toch vooral de gebruikers in hun gedrag stuurden. Dit leidde niet alleen tot een aantal kunstobjecten maar ook in 2004 tot een krantje genaamd Passage. Hierin beschreef hij wat voor specifiek gedrag personen vertoonden in en om de Rotterdamse metrostations Beurs, Eendrachtsplein, Dijkzigt, Rijnhaven en Schiedam. Hij omschreef het als het “tot acteur maken van passanten”. Zo zag hij dat reizigers op Rijnhaven een ander gedrag vertoonden dan gebruikers van andere stations, er waren daar in zijn ogen verhoudingsgewijs meer bewoners dan forenzen als op de andere stations. Passage werd uitgedeeld op dezelfde manier als Metro en Sp!ts.
Van 't Haar was vanaf 2011 tot enkele maanden voor zijn dood docent aan de Willem de Kooning Academie.
Zijn kunst is/was te zien in Den Haag (Ministerie van Sociale Zaken), Amsterdam (Noord/Zuidlijn, tijdelijk werk in de vorm van afscherming van het bouwterrein), Luchthaven Schiphol, Haarlem (Spaarne Gasthuis). In 2017 was hij in het Amsterdamse Bos te vinden met het ritueel Weerzien, een denkbeeldige ontmoeting tussen hem en zijn overleden moeder. 
Hij gaf in eigen beheer in 2016 het boekwerkje Jij viel om; ik viel om, waarin hij de zelfdoding van zijn moeder beschrijft in de ogen van een negenjarig kind. Postuum verscheen bij Uitgeverij Palmslag En ik hoop nog vele brieven, de vastlegging van een briefwisseling tussen Van 't Haar en Timon de Jong in de periode 1996 tot zijn dood door een hersentumor, die in 2016 bij hem werd gediagnosticeerd.
In Amsterdam bestaat zijn nalatenschap uit Fotokijkers (Viewers) op het Westerdoksplein.